# Irena Bóbr-Modrakowa

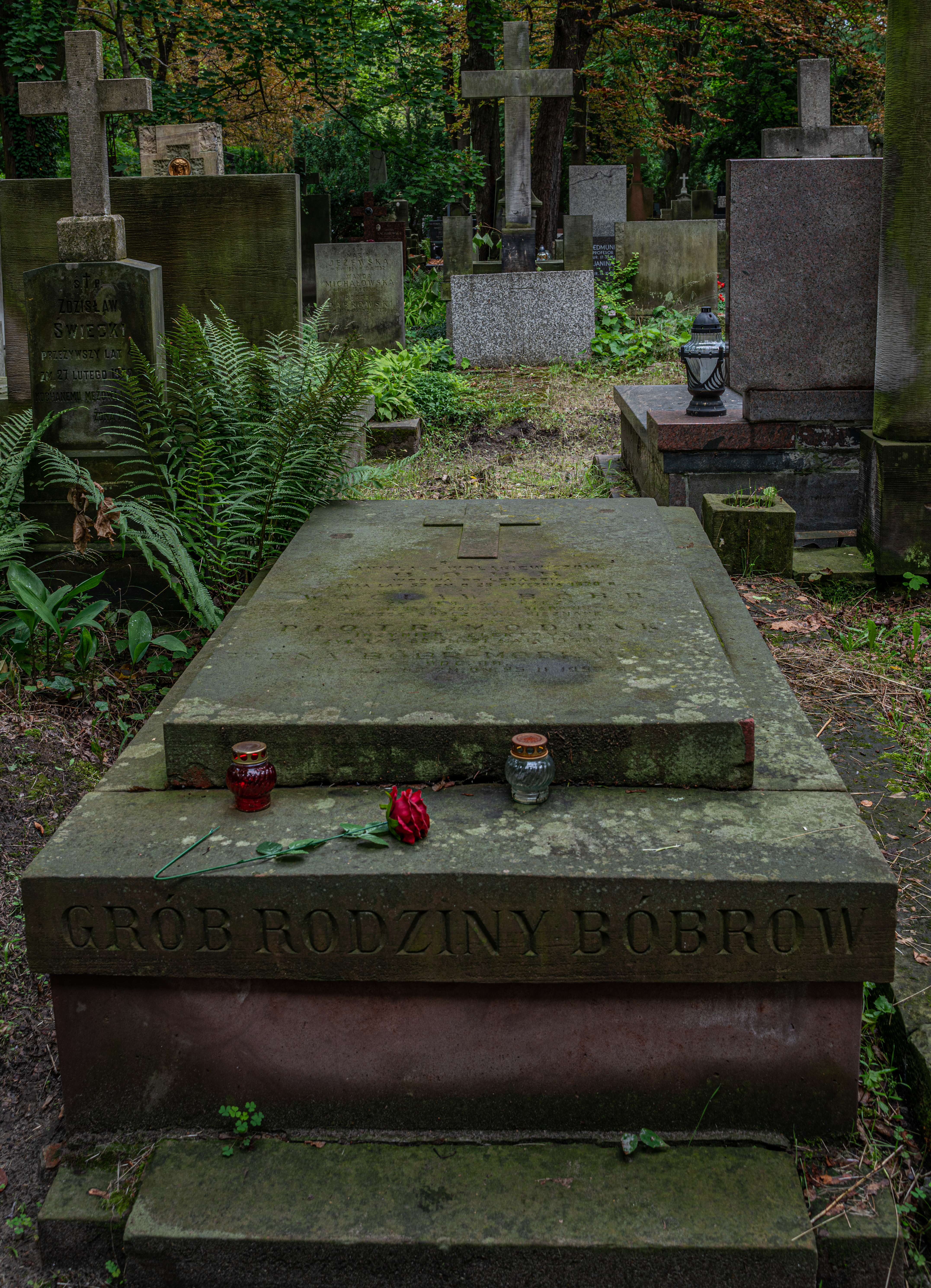
Grób Ireny Bóbr-Modrakowej na cmentarzu Powązkowskim

Irena Bóbr-Modrakowa (ur. 1889, zm. 5 lutego 1959 w Warszawie) – polska fizyk-sejsmolog, doc. dr.

## Życiorys
Docent w Zakładzie Geofizyki Polskiej Akademii Nauk, członek zarządu Polskiego Towarzystwa Fizycznego. Współzałożycielka, a następnie prezes Polskiego Towarzystwa Geofizyków. W 1938 była współorganizatorem, a od 1938 kierownikiem Obserwatorium Sejsmologicznego. Członek Europejskiej Komisji Międzynarodowej Asocjacji Sejsmologii i Fizyki Wnętrza Ziemi. Autorka wielu publikacji m.in. opisy wyników badań Obserwatorium Sejsmologicznego. W 1945 poślubiła Piotra Modraka (1886-1948). 
Pochowana na cmentarzu Powązkowskim w Warszawie (kwatera 211, rząd 6, miejsce 5).